# يونيون سيتي (ميشيغان)
يونيون سيتي (بالإنجليزية: Union City, Michigan)‏ هي بلدة تقع في الولايات المتحدة في ميشيغان. يقدر عدد سكانها بـ 1,599 نسمة ومساحتها 3.86 كم2 و وترتفع عن سطح البحر 276 متر.

## التركيبة السكانية
قام مكتب تعداد الولايات المتحدة بتحديد بيانات التركيبة السكانية ليونيون سيتي في تعداد الولايات المتحدة. في ما يلي، التركيبة السكانية حسب تعدادي 2000 و2010.

### تعداد عام 2000
بلغ عدد سكان يونيون سيتي 1,804 نسمة بحسب تعداد عام 2000، وبلغ عدد الأسر 685 أسرة وعدد العائلات 474 عائلة مقيمة في القرية.
وتوزع التركيب العرقي للقرية بنسبة 95.90% من البيض و 0.39% من الأمريكيين الأصليين و 0.44% من الأمريكيين ذوي الأصول الآسيوية و 0.61% من الأمريكيين الأفارقة و 2.11% من عرقين مختلطين أو أكثر.
بلغ عدد الأسر 685 أسرة كانت نسبة 36.6% منها لديها أطفال تحت سن الثامنة عشر تعيش معهم، وبلغت نسبة الأزواج القاطنين مع بعضهم البعض 51.5% من أصل المجموع الكلي للأسر، ونسبة 13.0% من الأسر كان لديها معيلات من الإناث دون وجود شريك، وكانت نسبة 30.7% من غير العائلات. تألفت نسبة 25.7% من أصل جميع الأسر من أفراد ونسبة 11.2% كانوا يعيش معهم شخص وحيد يبلغ من العمر 65 عاماً فما فوق. وبلغ متوسط حجم الأسرة المعيشية 3.15، أما متوسط حجم العائلات فبلغ 2.62.
بلغ العمر الوسطي للسكان 33 عاماً. وكانت نسبة 29.9% من القاطنين تحت سن الثامنة عشر، وكانت نسبة 8.8% بين الثامنة عشر والأربعة وعشرون عاماً، ونسبة 28.3% كانت واقعةً في الفئة العمرية ما بين الخامسة والعشرون حتى والأربعة وأربعون عاماً، ونسبة 21.3% كانت ما بين الخامسة والأربعون حتى الرابعة والستون، ونسبة 11.6% كانت ضمن فئة الخامسة والستون عاماً فما فوق. يوجد لكل 100 أنثى 93.8 ذكر، ويوجد لكل 100 أنثى في الثامنة عشر من عمرها فما فوق 93.3 ذكر.
بلغ متوسط دخل الأسرة في القرية 37,065 دولار، أما متوسط دخل العائلة فبلغ 43,984 دولار. وكان متوسط دخل الذكور 32,143 دولار مقابل 21,571 دولار للإناث. وسجل دخل الفرد الخاص بالقرية 15,101 دولار. وكانت نسبة 7.9% من العائلات ونسبة 11.7% من السكان تحت خط الفقر، وكان من هؤلاء نسبة 18.9% تحت سن الثامنة عشر ونسبة 4.7% في الخامسة والستين من العمر وما فوق.

### تعداد عام 2010
بلغ عدد سكان يونيون سيتي 1,599 نسمة بحسب تعداد عام 2010، وبلغ عدد الأسر 631 أسرة وعدد العائلات 427 عائلة مقيمة في القرية. في حين سجلت الكثافة السكانية 1,110.4 نسمة لكل ميل مربع (428.7/كم2). وبلغ عدد الوحدات السكنية 725 وحدة بمتوسط كثافة قدره 503.5 لكل ميل مربع (194.4/كم2).
وتوزع التركيب العرقي للقرية بنسبة 95.2% من البيض و 0.6% من الأمريكيين الأصليين و 0.8% من الأمريكيين ذوي الأصول الآسيوية و 0.4% من الأمريكيين الأفارقة و 2.8% من عرقين مختلطين أو أكثر.
بلغ عدد الأسر 631 أسرة كانت نسبة 36.8% منها لديها أطفال تحت سن الثامنة عشر تعيش معهم، وبلغت نسبة الأزواج القاطنين مع بعضهم البعض 45.8% من أصل المجموع الكلي للأسر، ونسبة 16.5% من الأسر كان لديها معيلات من الإناث دون وجود شريك، بينما كانت نسبة 5.4% من الأسر لديها معيلون من الذكور دون وجود شريكة وكانت نسبة 32.3% من غير العائلات. تألفت نسبة 27.9% من أصل جميع الأسر من أفراد ونسبة 12.8% كانوا يعيش معهم شخص وحيد يبلغ من العمر 65 عاماً فما فوق. وبلغ متوسط حجم الأسرة المعيشية 3.04، أما متوسط حجم العائلات فبلغ 2.53.
بلغ العمر الوسطي للسكان 35.7 عاماً. وكانت نسبة 27.6% من القاطنين تحت سن الثامنة عشر، وكانت نسبة 8.2% بين الثامنة عشر والأربعة وعشرون عاماً، ونسبة 26.5% كانت واقعةً في الفئة العمرية ما بين الخامسة والعشرون حتى والأربعة وأربعون عاماً، ونسبة 24.1% كانت ما بين الخامسة والأربعون حتى الرابعة والستون، ونسبة 13.8% كانت ضمن فئة الخامسة والستون عاماً فما فوق. وتوزع التركيب الجنسي للسكان بنسبة 48.5% ذكور و51.5% إناث.

## تاريخياً
تقع اليونيون سيتي (ميشيغان) على الحدود الشمالية للمقاطعة، على بعد تقريباً 16 كيلومتر(10 ميل) من شمالي غربي كولدووتر (ميشيغان).